# Broken Crown Halo
Broken Crown Halo (рус. Сияние разбитой короны) — седьмой студийный альбом итальянской метал-группы Lacuna Coil. Выпущен лейблом Century Media 31 марта 2014 года в Европе, Австралии и Новой Зеландии, и 1 апреля 2014 года в Северной Америке.
В США за первую неделю было продано более 13 000 копий альбома.

## Об альбоме
Альбом был спродюсирован Джеем Бомгарднером, известному по работе с рядом других известных рок-музыкантов. Мастеринг осуществил Хоуи Вайнберг.
Альбом был охарактеризован группой как «кинематографичный», в треках которого музыканты выразили своё мрачное ви́дение ближайшего будущего. По их словам, на атмосферу Broken Crown Halo оказало влияние творчество группы Goblin, известной благодаря созданию музыки для фильмов ужасов известного итальянского режиссёра Дарио Ардженто.
Какое противоречие может зайти настолько глубоко, чтобы затронуть самые дальние уголки вашего внутреннего мира? Сегодня нас окружают большое количество лжи, вымышленных имён и людей, которые поступают так, будто на них одета невидимая корона — будьте «толстокожими», если хотите носить её!Участники группы о смысле названия релиза

## Список композиций

### Стандартная версия[6]
1. «Nothing Stands in Our Way» (4:07)
2. «Zombies» (3:47)
3. «Hostage to the Light» (3:56)
4. «Victims» (4:31)
5. «Die & Rise» (3:44)
6. «I Forgive (But I Won’t Forget Your Name)» (3:56)
7. «Cybersleep» (4:26)
8. «Infection» (4:23)
9. «I Burn in You» (4:15)
10. «In the End I Feel Alive» (4:21)
11. «One Cold Day» (6:09)

Общая продолжительность — 47:35.
Песня «One Cold Day» посвящена бывшему участнику группы Клаудио Лео, скончавшемуся в январе 2013 года.

### «Deluxe Edition Bonus DVD»[8]
1. «Chapter 1: Pawn Takes Rook»
2. «Chapter 2: Beyond the Queen»
3. «Chapter 3: Introducing the Bishop»
4. «Chapter 4: Knights at the Ready»
5. «Chapter 5: Sicilian Defense»
6. «Chapter 6: The Queen’s Gambit»
7. «Chapter 7: The Castled King»
8. «Chapter 8: The Stonewall»
9. «Chapter 9: Endgame»

### «Ltd. Deluxe Artbook»[9]
Двухдисковое издание. Включает в себя компиляцию лучших композиций группы.
1. «Trip the Darkness»
2. «Kill the Light»
3. «End of Time»
4. «I Won’t Tell You»
5. «Spellbound»
6. «Wide Awake»
7. «Our Truth»
8. «Closer»
9. «Swamped»
10. «Heaven’s a Lie»
11. «To Live is to Hide»
12. «1:19»
13. «Halflife»
14. «Senzafine»
15. «My Wings»
16. «Falling Again»
17. «No Need To Explain»
18. «The Secret…»

## Критика
Альбом получил умеренные отзывы критиков.

## Избранная чартография
| Хит-парад                   | Наивысшая позиция | Проданные копии |
| --------------------------- | ----------------- | --------------- |
| Austrian Albums Chart       | 55                |                 |
| Belgian Ultratop (Flanders) | 66                |                 |
| Belgian Ultratop (Wallonia) | 60                |                 |
| Dutch Albums Chart          | 75                |                 |
| France Albums Chart         | 56                |                 |
| German Albums Chart         | 40                |                 |
| Greek Albums Chart          | 63                |                 |
| Italian Albums Chart        | 13                |                 |
| Swiss Albums Chart          | 37                |                 |
| UK Albums Chart             | 45                |                 |
| UK Rock Chart               | 3                 |                 |
| US Billboard 200            | 27                | 13,000          |
| US Hard Rock Albums         | 5                 | 13,000          |
| US Independent Albums       | 4                 | 13,000          |
| US Top Rock Albums          | 9                 | 13,000          |
| US Tastemaker Albums        | 16                | 13,000          |

## Синглы
1. «Nothing Stands In Our Way» (7 февраля 2014)
2. «Die & Rise» (18 февраля 2014) —  US #35[25]
3. «I Forgive (But I Won’t Forget Your Name)» (18 марта 2014)